# Marlborough (Nowy Jork)
Marlborough – miasto w Stanach Zjednoczonych, w stanie Nowy Jork, w hrabstwie Ulster.